# Іван Маринов Йорданов
Іван Маринов Йорданов (болг. Иван Маринов Йорданов; нар. 24 лютого 1964, Кюстендил, Болгарія) — болгарський футболіст та тренер, виступав на позиції півзахисника.

## Кар'єра гравця
Народився 24 лютого 1964 року в Кюстендил. Вихованець клубу «Велбажд», у дорослій команді якого дебютував у 16-річному віці. Клуб виступав у групі «Б», а рік по тому понизився в класі рівнем нижче. У 1985 році Марінов перейшов до представника групи «А» «Славія» (Софія), яка на той час була однією з провідних команд вищої ліги; у складі «Славії» клубний чемпіон Балкан у 1986 та 1988 роках, бронзовий призер вище вказаного турніру 1986 року, а в 1988 році — разом з командою посів 4-те місце в турнірі. Провів 2 матчі у Кубку УЄФА у футболці «Славії». У групі «А» зіграв 129 матчів, в яких відзначився 23-ма голами.
У 90-их роках XX століття виступав в інших клубах групи «Б»: «Велбажд», «Спартак» (Плевен) та «Марек» (Дупниця). Футбольну кар'єру завершив у 32-річному віці в складі югославського клубу «Раднички» (Крагуєвац).
За національну збірну провів 3 матчі. 

## Кар'єра тренера
Колишній помічник тренера «Велбажда». У грудні 2006 року стажувався у «Фіорентіні» під керівництвом Чезаре Пранделлі. У грудні 2006 року працював головним тренером у «Локомотиві» (Пловдів) з Першої ліги, який у сезоні 2006/07 років фінішував на сьомому місці в турнірній таблиці. У серпні 2009 року, після дворічної перерви, повернувся до «Локомотиву». У той час на посаді першого тренера змінив Аяна Садакова. Однак вже через три місяці подав у відставку. Безпосередньою причиною звільнення стала поразка в дербі проти «Ботева», який закінчився бійкою на полі. в даний час старший тренер та генеральний менеджер «Локомотива» (Пловдив).